# Guatteria alutacea
Espèce
Guatteria alutacea est une espèce de plantes de la famille des Annonaceae.

## Publication originale
- Verhandlungen des Botanischen Vereins der Provinz Brandenburg 47: 126. 1905.